# Juan de Olazábal Ramery
Juan de Olazábal y Ramery (Irún, 29 de diciembre de 1863-Bilbao, 4 de enero de 1937) fue un político y periodista tradicionalista español, jefe del Partido Integrista tras la muerte de Ramón Nocedal y artífice de la reunificación en 1931 de dicho partido con los carlistas en la Comunión Tradicionalista.
Defensor del regionalismo, combatió el nacionalismo vasco, al que consideraba antiespañol, antivasco y totalmente opuesto al tradicional régimen foral que él defendía. Fue asesinado por milicianos republicanos durante la Guerra Civil.

## Biografía

### Origen familiar
Su padre fue Juan Antonio Olazábal Arteaga, señor de Mundaiz y poseedor de los mayorazgos de Olazábal, Zubiaur, Zurco, Beroiz, Zubiaurre, Landacaranda y Sasoeta. Su madre fue Prudencia Ramery Zuzuarregui. Su abuelo paterno, Juan José Olazábal Gaytán de Ayala, era señor del palacio de Olazábal-Artalecu, entre otras propiedades, comisionado por las autoridades locales para felicitar por sus enlaces a Fernando VII y a Carlos María Isidro. Su abuelo materno, Melitón Ramery Irarreta, fue comandante en jefe del primer batallón de los tercios vascongados en 1829, alcalde de Fuenterrabía y diputado general de Guipúzcoa, ostentando la gran cruz de Carlos III.
Juan Olazábal nació en la casa solariega de Olazábal-Artalecu, pero la familia Olazábal tuvo que emigrar a Hendaya (Francia) tras la tercera guerra carlista debido a su adhesión al bando carlista, donde se mantuvo los años posteriores. Entabló allí una estrecha relación con su tío Liborio Ramery, cuya trayectoria ideológica seguiría en el futuro, en lugar de seguir la de su familia paterna, pues su también tío Ramón Olazábal Arteaga había llegado a ser jefe de los miqueletes de Guipúzcoa en 1874 y coronel de infantería, distinguiéndose en la última guerra carlista.

### Estudios
A su regreso estudió el bachiller en el colegio de los jesuitas de Orduña (Vizcaya), donde tuvo como compañero a Sabino Arana Goiri, con el que mantendría luego cierta relación. De ahí pasó al colegio mayor que la misma orden tenía en la ciudad gallega de La Guardia, también de la Compañía de Jesús. Estudió desde 1879 Jurisprudencia y Letras en varias universidades (Valladolid, Santiago, Granada, Salamanca…). Terminada la carrera de Derecho, se estableció en la residencia familiar de Mundaiz, en San Sebastián. Permaneció soltero.

### Integrismo

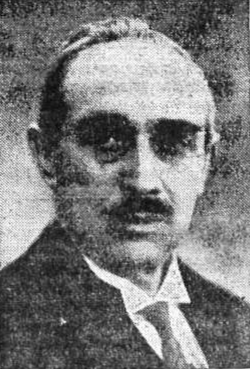
Juan de Olazábal retratado en El Siglo Futuro (1935)

Imitando el ejemplo de su tío materno, Liborio de Ramery, siguió en 1888 a Ramón Nocedal en la escisión integrista pasando a ser uno de los dirigentes del Partido Integrista a la muerte de Nocedal, en 1907, junto con José de Irarte y José Sánchez Marco, ocupando la jefatura del partido al poco tiempo.
El 1 de julio de 1895 tomó posesión del cargo de concejal del Ayuntamiento de San Sebastián. Sería destituido en 1896 junto con la mayoría de la corporación municipal por oponerse al cumplimiento de una orden ministerial que consideraba perjudicial para los intereses de la ciudad con la fórmula foral «Se obedece; pero no se cumple». Fue repuesto en el cargo tras un recurso contencioso-administrativo, y terminó su mandato el 8 de junio de 1899. En 1907 fue elegido diputado provincial por el distrito de Irún, siendo reelegido en 1911.
Como sucesor de Ramón Nocedal a la cabeza del integrismo, en 1909 Olazábal fue el autor de un programa integrista donde resumía las aspiraciones fundamentales de su partido. En él, además de poner el acento en la unidad católica de España con sanción coercitiva, sostenía medidas ampliamente descentralizadoras.
Olazábal sería jefe del Partido Integrista hasta la reintegración del mismo en la Comunión Tradicionalista, interviniendo activamente en política. La reincorporación de dicho partido a la Comunión Tradicionalista fue obra personal de Juan Olazábal, que, según Pérez de Olaguer, no pidió condición alguna. Fue nombrado miembro de la Junta Provincial de la Comunión, cargo que mantuvo hasta la fecha en que fue asesinado en la prisión de los Ángeles Custodios de Bilbao.

### Periodista y publicista
En 1897, siendo concejal del ayuntamiento de San Sebastián, fundó el periódico La Constancia.
Al unirse todas las ramas del tradicionalismo español a principios de la década de 1930, entregó gratuitamente a la Editorial Tradicionalista la propiedad del periódico El Siglo Futuro (que le había legado Ramón Nocedal).
Aparte de sus múltiples colaboraciones en el diario La Constancia, publicó los escritos Historia contemporánea, La caza con perro de muestra o Historia del cura Santa Cruz, guerrillero, en que afirmaba rebatir, de manera ampliamente documentada, las calumnias levantadas contra el cura Santa Cruz. Esta última obra la escribió con motivo de una polémica que sostuvo en La Constancia por un artículo que Pío Baroja había publicado en La Voz de Guipúzcoa sobre el famoso guerrillero.

### Segunda República
Con la Segunda República Española su figura recobró fuerza y desde las columnas de La Constancia luchó por sus ideales católicos y fueristas, propugnando desde 1931 la unión de las derechas frente a todas las fuerzas anticatólicas. Junto a Víctor Pradera fue uno de los tradicionalistas que en 1931 encabezó en el País Vasco la lucha frente al proyectado estatuto vasco, calificándolo como antirreligioso, centralizador y antiforal. Fue famosa su frase, dentro de esa campaña, en que prometía cinco mil pesetas a quien encontrase la palabra Dios en dicho estatuto. Calificaba a este como una traición a la lege zarra de los antepasados, que exigía la vinculación con Castilla. Se le acusaba por alguno de los partidarios del estatuto de Estella, como Rafael Picavea, de tener «el reloj atrasado», de no vivir en el momento de su época, de aislarse del mundo en su «espléndida residencia de Mundaiz».
En el otoño de 1931 se produjo la unión entre los tradicionalistas. Juan de Olazábal regresó al carlismo al reconocer a Alfonso Carlos el 1 de febrero de 1932, declarando extinto al partido integrista, y trabajó en las filas del tradicionalismo a secas. Fue cada vez más hostil al nacionalismo vasco por haber aceptado los nacionalistas el estatuto propuesto por Prieto y por implicarse en la revolución de 1934. También se opuso férreamente al Estatuto de autonomía de Cataluña de 1932.
Fue procesado en varias ocasiones por sus artículos, llegando a ser detenido por uno de ellos, titulado Los nuevos Dioclecianos.

### Asesinado en la cárcel de los Ángeles Custodios
Tras el golpe militar de julio de 1936 estuvo en la Junta Carlista de Guerra presidida por el jefe delegado Manuel Fal Conde; fue detenido en San Sebastián el 25 de julio y llevado al edificio de la Diputación. Cinco días después era conducido a la cárcel de Ondarreta. Fue luego trasladado en barco a Bilbao, donde fue recluido en la cárcel de los Ángeles Custodios. A los sesenta y siete años de edad fue asesinado en un asalto a las cárceles el 4 de enero de 1937 por parte de milicianos izquierdistas, tras un bombardeo sobre Bilbao. En sesión del 15 de marzo de 1938 el Ayuntamiento de San Sebastián acordó dar su nombre a uno de los paseos de la ciudad, hasta 1979, en que dicho paseo pasó a denominarse de Vizcaya.

## Pensamiento regionalista
De acuerdo con José María Codón, Olazábal defendía una descentralización tan completa como pudiera consentir la unidad de España, pues consideraba que era preciso romper las trabas del centralismo, que ahogaba toda clase de iniciativas. Reconocía la división geográfica por regiones naturales y la personalidad propia de cada una de ellas en lo político, en lo administrativo y en lo jurídico. En las regiones que carecían de régimen histórico peculiar, debía fomentarse según Olazábal el espíritu colectivo del pueblo, reivindicando el derecho de las colectividades naturales, la primera de las cuales es la familia cristiana e, inmediatamente después, el municipio autónomo.
Para Olazábal, España es la Patria grande, el círculo amplio —límite de los concéntricos— que, comenzando en la familia, terminan en la nación como persona de la magna civitas, sujeto del derecho internacional.
Condensaba sus ideas en las consignas de «Un Dios: Jaungoikua — Una patria: la vasca — Un código: nuestros Fueros — Una Nación: la Española». Impugnaba el separatismo y el lema «Gora Euzkadi azkatuta». Según Olazábal, Euzkadi era una invención nacionalista. Se oponía a la unión de las tres provincias hermanas por ser algo que jamás se había dado en la historia y propugnaba que cada provincia viviera con sus leyes y autarquía, constituyendo parte integrante de la gran familia española.
Para Olazábal, el alma de los vascos no era la lengua, sino la fe de Cristo. Ponía como ejemplo de ello Álava, donde se había perdido el vascuence pero el alma vasca estaba presente en las costumbres y en la vida del pueblo, afirmando:

Allí sin vascuence, respiran de vascongadismo por todas partes. Aquí con vascuence, respirando un exotismo deletéreo y enervante.
¿Qué demuestra ésto? Que el vascuence no es «el alma de nuestra alma», como ha sostenido a veces el nacionalismo, ya que, como hemos visto, con vascuence se puede ser la antítesis del vascongado y sin vascuence puede perfilarse el prototipo euskaldún, por más que el vascuence sea nuestro mejor atavío, sea el escudo que más eficazmente resguarde nuestra personalidad étnica, uno de los medios más poderosos para conservarnos y para obtener nuestra regeneración. Medio, entiéndase, bien, no fin.

Frente al objetivo de los nacionalistas vascos, que pretendían únicamente derogar la Ley Paccionada de 25 de octubre de 1839, Olazábal defendía una restauración foral absoluta, completa e íntegra.

## Obras
- Errores nacionalistas y afirmación vasca (1918)
- El sufragio universal, el nacionalismo y los fueros (1919)
- Historia contemporánea: liquidando cuentas: cuestiones candentes que interesan a todos los vascos (1923)
- El Cura Santa Cruz: guerrillero (1928)
- En defensa del propietario rural guipuzcoano (1930)
- Nuestro fuero y los reyes de Castilla: en defensa de la tradición (1932)